# Jenny-Insel
Die Jenny-Insel (französisch Île Jenny, in Argentinien Isla Juanita) ist eine 3 km lange, bis zu 500 m hohe und felsige Insel im Archipel der Adelaide- und Biscoe-Inseln vor der Westküste der Antarktischen Halbinsel. Sie liegt 5 km südöstlich des Kap Alexandra, der Südostspitze der Adelaide-Insel.
Teilnehmer der Fünften Französischen Antarktisexpedition (1908–1910) unter der Leitung des Polarforschers Jean-Baptiste Charcot entdeckten sie. Charcot benannte sie nach dem Vornamen der Ehefrau seines Stellvertreters Maurice Bongrain (1879–1951).